# Harold Hill
Harold Hill is een wijk in het Londense bestuurlijke gebied Havering, in de regio Groot-Londen.